# Reforzate
Reforzate (Reforzat in gallico marchigiano) è una frazione di 25 abitanti che appartiene al comune di Sant'Ippolito, in provincia di Pesaro e Urbino, nella regione Marche. Il paesino è un piccolo borgo di origine medievale, rinforzato da mura nella parte di nord-est. L'ingresso del paese è segnalato dalla porta principale con un arco a tutto sesto e due a sesto acuto sormontati da un bassorilievo in pietra arenaria e l'aquila feltresca.

## Toponimo
Il nome ha origini molto discusse ma due sono le possibili fonti storiche: deriva molto probabilmente dalla posizione così arroccata e fortificata grazie ad un muro di pietra nel proprio colle mentre un'altra leggenda narra che il nome deriverebbe da quello di un antico feudatario.

## Geografia fisica
Reforzate è situato sopra una collina boscosa in una zona montuosa spora una dorsale appenninica a sud di Sant'Ippolito nella Val Metauro.
La frazione di Reforzate dista 2,01 chilometri dal medesimo comune di Sant'Ippolito cui essa appartiene.

## Infrastrutture e trasporti

### Strade
Reforzate è collegata a Sant'Ippolito tramite una piccola stradina asfaltata, chiamata strada del Sambucus a causa della presenza di un sambuco secolare alle porte della città, che passa in mezzo al bosco che circonda la città. Altre strade sono quelle da Sant'Ippolito, Isola di Fano e Sorbolongo.
Internamente sono presenti piccole vie asfaltate. Nel paesino è presente un servizio comunale di pullman.

## Monumenti ed edifici storici

### Mura medievali
Le mura circondano l'abitato. Si conserva un arco di ingresso con uno stemma feltresco (ripristinato in anni recenti) e dalle sue mura si gode una panoramica veduta sulla valle del Metauro. Nella chiesa parrocchiale da ammirare opere degli scalpellini.

### Chiesa medievale di San Pietro
La chiesa di Reforzate è dedicata a San Pietro Apostolo e si trova all'interno delle mura castellane; questa è stata edificata nel 1775 per merito del parroco don Domenico Flamma. Il tempio sorge al posto di uno più antico e più piccolo; l'aspetto attuale è quello di una chiesa settecentesca ad aula unica. Le pitture sulla volta sono state eseguite un secolo fa, nel corso di vari interventi fra cui il rifacimento del tetto e la sistemazione del controsoffitto, da Filippo Farabini, un decoratore di Sant'Ippolito. Le pitture della volta della navata riguardano le quattro virtù cardinali: Giustizia, Prudenza, Fortezza e Temperanza, posizionate agli angoli e, al centro, San Pietro che riceve le chiavi; sulla volta del presbiterio, invece, sono stati raffigurati i quattro evangelisti. Durante il periodo fascista, è stata ritoccata l'immagine della Giustizia: così risulta ora ammantata dal tricolore e a lato di essa compare un fascio del Littorio. La vicinanza di questa chiesa a Sant'Ippolito ha fatto sì che vi si conservino opere in arenaria, testimonianza indiscussa delle capacità degli scalpellini di quel luogo. Fra queste si notano una statua della fine del Quattrocento, rappresentante San Pietro; un bassorilievo del XIV secolo con Sant'Antonio Abate e un pregevole prospetto in pietra bianca della credenzina degli oli sacri, le cui decorazioni ricordano motivi cosiddetti lauraneschi.
La chiesa conserva anche alcune opere pittoriche. Il dipinto più importante è la pala che raffigura l'Ultima Cena. La tela si trova sulla parete dell'abside, dietro l'altare maggiore, ed è di scuola baroccesca; infatti, è del tutto simile alla Cena di Federico Barocci, conservata nella cappella del duomo d'Urbino. La pala fu voluta per devozione, nel 1658, da donna Elisabetta Crocchini de Nobili, una famiglia gentilizia del posto: nella pittura non compaiono le generalità dell'autore.
Una Madonna del Rosario di autore ignoto del XVII secolo, sistemata nel primo altare a destra, presenta lo schema consueto con la Madonna e il Bambino al centro ed ai lati i santi, Domenico, Elisabetta ed Agata. Sul capo della Vergine è stata applicata una corona d'argento, diventata scura nel corso dei secoli.
L'immagine della Madonna Addolorata, di modeste dimensioni, invece è stata posta sull'altare di rimpetto a quello del Rosario, verso la fine del Diciottesimo secolo; l'opera è attribuita al pittore Giovanni Battista Consoli di Pesaro. Attualmente, al posto dell'originale c'è una copia, perché il quadro è stato trafugato, notte tempo. Sopra l'ingresso principale si trova la cantoria di legno.

## Eventi e folclore
Ogni anno a giugno si compie la tradizionale Corsa sui Trampoli, alla festa di San Pietro organizzata dal circolo A.C.L.I. Reforzate, che fu fondato nell'anno 1947.